# Grand Prix du Morbihan
Grand Prix du Morbihan – jednodniowy wyścig kolarski, rozgrywany corocznie od 1974 we francuskim departamencie Morbihan.
Wyścig odbywa się co roku od 1974 z pojedynczymi wyjątkami (odwołano go w latach 1979, 1989, 2005 i 2020). W 2006 został włączony do cyklu UCI Europe Tour z kategorią 1.1.  Od 2020 został częścią powstałego wówczas cyklu UCI ProSeries (edycja z 2020 została ostatecznie odwołana, a wyścig odbył się rok później).

## Zwycięzcy
Opracowano na podstawie:
| Rok  | Pierwsze                | Drugie                  | Trzecie                    |          |
| ---- | ----------------------- | ----------------------- | -------------------------- | -------- |
| 1974 | Roger Pingeon           | Georges Talbourdet      | Patrick Béon               |          |
| 1975 | Georges Talbourdet      | Jean-Claude Meunier     | Guy Leleu                  |          |
| 1976 | Robert Alban            | Raymond Martin          | Roland Smet                |          |
| 1977 | André Chalmel           | Jacques Bossis          | André Corbeau              |          |
| 1978 | Raymond Martin          | Pierre Bazzo            | Régis Delépine             |          |
| 1979 | odwołany                | odwołany                | odwołany                   | odwołany |
| 1980 | Christian Muselet       | René Bittinger          | Jean-Philippe Vandenbrande |          |
| 1981 | Robert Alban            | Christian Levavasseur   | Pierre Le Bigaut           |          |
| 1982 | Fabien De Vooght        | Gilbert Duclos-Lassalle | Robert Alban               |          |
| 1983 | Laurent Fignon          | Christian Corre         | Alain Vigneron             |          |
| 1984 | Pierre Bazzo            | Patrick Bonnet          | Jérôme Simon               |          |
| 1985 | Marc Madiot             | Denis Roux              | Yvon Madiot                |          |
| 1986 | Gilbert Duclos-Lassalle | Rudy Rogiers            | Thierry Barrault           |          |
| 1987 | Johnny Weltz            | Laurent Biondi          | Bernard Vallet             |          |
| 1988 | Frédéric Brun           | Gérard Rué              | Thierry Claveyrolat        |          |
| 1989 | odwołany                | odwołany                | odwołany                   | odwołany |
| 1990 | Johan Museeuw           | Etienne De Wilde        | Hendrik Redant             |          |
| 1991 | Bruno Cornillet         | Peter De Clercq         | Søren Lilholt              |          |
| 1992 | Peter De Clercq         | Marcel Wüst             | Franck Boucanville         |          |
| 1993 | Marcel Wüst             | Jans Koerts             | Jaan Kirsipuu              |          |
| 1994 | Peter De Clercq         | François Simon          | Ronan Pensec               |          |
| 1995 | Francis Moreau          | Jaan Kirsipuu           | Christophe Leroscouet      |          |
| 1996 | Johan Capiot            | Jaan Kirsipuu           | Niko Eeckhout              |          |
| 1997 | Christophe Agnolutto    | Jacky Durand            | Xavier Jan                 |          |
| 1998 | Laurent Desbiens        | Cyril Saugrain          | Dominique Rault            |          |
| 1999 | Patrice Halgand         | Laurent Desbiens        | Johan De Geyter            |          |
| 2000 | Patrice Halgand         | Siergiej Jakowlew       | Dave Bruylandts            |          |
| 2001 | Gilles Maignan          | Stuart O’Grady          | Rubén Díaz de Cerio        |          |
| 2002 | Laurent Lefèvre         | Nicolas Vogondy         | Stéphane Heulot            |          |
| 2003 | Nicolas Vogondy         | Sylvain Chavanel        | Andy Flickinger            |          |
| 2004 | Thomas Voeckler         | Laurent Paumier         | Pierrick Fédrigo           |          |
| 2005 | odwołany                | odwołany                | odwołany                   | odwołany |
| 2006 | Cédric Hervé            | Anthony Charteau        | Samuel Dumoulin            |          |
| 2007 | Simon Gerrans           | Yann Huguet             | David Le Lay               |          |
| 2008 | Thomas Voeckler         | Cyril Gautier           | Gianni Meersman            |          |
| 2009 | Jérémie Galland         | Mickaël Larpe           | Blel Kadri                 |          |
| 2010 | Wesley Sulzberger       | Renaud Dion             | Stéphane Augé              |          |
| 2011 | Sylvain Georges         | Pierrick Fédrigo        | Jérémie Galland            |          |
| 2012 | Julien Simon            | Samuel Dumoulin         | Javier Mejías              |          |
| 2013 | Samuel Dumoulin         | Anthony Geslin          | Julien Simon               |          |
| 2014 | Julien Simon            | Luis Ángel Maté         | Armindo Fonseca            |          |
| 2015 | Alexis Vuillermoz       | Julien Simon            | Pierrick Fédrigo           |          |
| 2016 | Samuel Dumoulin         | Alexis Vuillermoz       | Arthur Vichot              |          |
| 2017 | Alexis Vuillermoz       | Jonathan Hivert         | Samuel Dumoulin            |          |
| 2018 | Andrea Pasqualon        | Julien Simon            | Samuel Dumoulin            |          |
| 2019 | Benoît Cosnefroy        | Jesús Herrada           | Odd Christian Eiking       |          |
| 2020 | odwołany                | odwołany                | odwołany                   | odwołany |
| 2021 | Arne Marit              | Bryan Coquard           | Elia Viviani               |          |
| 2022 | Julien Simon            | Alexander Kristoff      | Jake Stewart               |          |
| 2023 | Arnaud De Lie           | Romain Grégoire         | Rasmus Tiller              |          |
| 2024 | Benoît Cosnefroy        | Axel Zingle             | Arnaud De Lie              |          |
| 2025 |                         |                         |                            |          |